# Лаомедон (діадох)
Лаомéдон, також Лаомéдонт (дав.-гр. Λαoμέδων; кінець 370-х років до н. е., Мітилена, Лесбос — після 320 року до н. е.) — наближений і воєначальник Александра Македонського, сатрап Сирії і Фінікії.
В молодості Лаомедон входив в коло найближчих наближених юного царевича Александра. У зв'язку з тим, що Лаомедон вільно володів двома мовами та розумів перське письмо, Александр під час походу в Азію доручив йому розв'язання всіх питань, пов'язаних з військовополоненими. Після смерті Александра в 323 році до н. е. при розділі держави Лаомедон став сатрапом Келесирії, яка включала Сирію і Фінікію. Однак, вже в 320 році до н. е. Лаомедон потрапив у полон, а Келесирія стала частиною володінь Птолемея.

## Життєпис

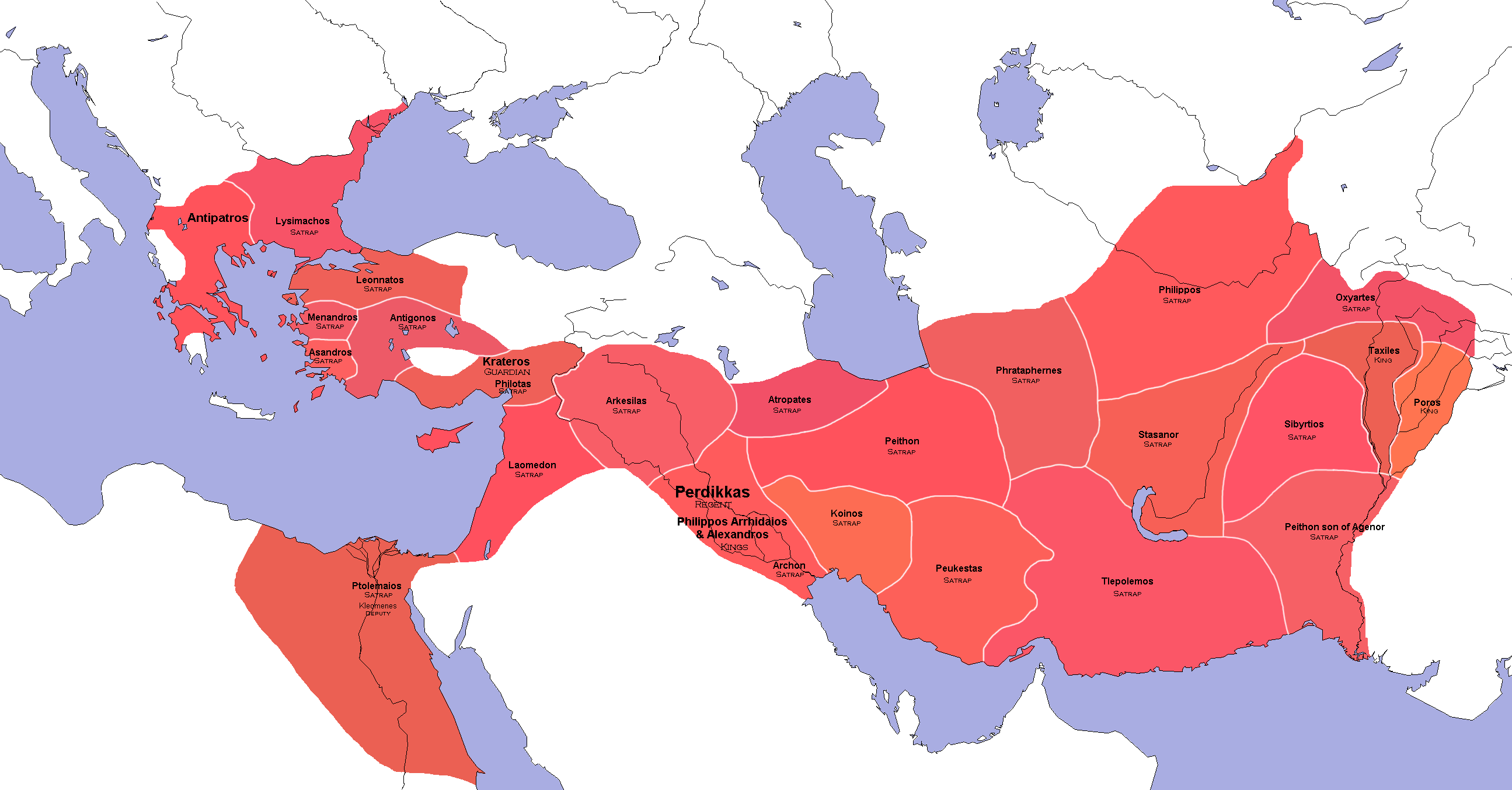
Розділ держави діадохами після смерті Александра

Лаомедон народився, імовірно, наприкінці 370-х років до н. е., в родині місцевого аристократа Лариха в Мітилені на острові Лесбос. У Лаомедона був ще щонайменше один старший брат Ерігій. У 350-х або на початку 340-х років до н. е. Ларих разом з родиною перебрався до Амфіполю, що могло бути пов'язано з експансією персів на Лесбос. В Амфіполі він вступив на службу до македонського басилевса Філіппа II, за що отримав земельні володіння.
Незабаром Лаомедон став одним з наближених і друзів юного принца Александра. Ще за життя Філіппа II Лаомедон, за версією Арріана, був вигнаний разом з кількома друзями Александра Птолемеєм, Неархом, Гарпалом і Ерігієм. На відміну від Арріана, Плутарх при перерахуванні вигнанців не згадує Лаомедона, проте пояснює причину їх потрапляння в немилість до Філіппа II — участь у спробі авантюрного одруження Александра на Аді, дочці перського сатрапа Піксодара. Також, на відміну від Плутарха, Арріан пов'язував висилку друзів Александра з конфліктом між Філіппом II та його сином, який виник під час його весілля з Клеопатрою. Як тільки Александр зійшов на престол, вигнанці повернулися і були обсипані «найбільшими почестями».
Лаомедон брав участь у поході Александра в Азію. Можливо, що саме він склав протекцію своєму земляку Харесу, який в армії Александра виконував роль літописця. У зв'язку з тим, що Лаомедон вільно володів двома мовами та розумів перське письмо, Александр доручив йому всі питання, пов'язані з військовополоненими. В античних джерелах описана історія як Александр після битви при Іссі 333 року до н. е. відправивши Леонната до полонених матері, дружин і дітей перського царя зі звісткою, що Дарій III живий і що їм, з милості Александра, нічого не загрожує. Історик Вальдемар Геккель припустив, що мова йде про підміну імені Лаомедона Леоннатом. За його версією, першоджерелом твердження стали мемуари Птолемея, який на момент їх написання мав всі підстави «промовчати» ім'я Лаомедона. Лаомедон майже не згадується при описі подальших кампаній Александра (за винятком переліку триєрархів на Гідаспі).
Після смерті Александра у 323 році до н. е. Лаомедон одержав в управління важливу провінцію — Келесирію, яка включала Сирію і Фінікію. Імовірно Лаомедон допоміг своєму давньому другові Птолемею перевезти гробницю Александра до Єгипту. Під час Першої війни діадохів Лаомедон зміг зберегти нейтралітет. У всякому разі війська Пердікки безперешкодно увійшли на територію Сирії. Після загибелі Пердікки статус Лаомедона як сатрапа Келесірії був підтверджений під час другого розділу Македонської держави в Трипарадісі у 321/320 році до н. е., що було б неможливим у випадку явної підтримки Пердікки.
Однак потім до Сирії був притягнутий великий інтерес намісника сусіднього Єгипту — Птолемея I. Спочатку Птолемей запропонував Лаомедону велику суму грошей за відмову від стратегічно важливих фінікійських портів. Для нього вони були необхідні як передові бази для завоювання Кіпру. Лаомедон відповів відмовою. Тоді Птолемей наприкінці літа 320 року до н. е. направив для вторгнення в Сирію армію на чолі з Ніканором. Лаомедон не зміг організувати ефективного опору, потрапив у полон до Ніканора і був відправлений до Єгипту, а вся Сирія і Фінікія стали володіннями Птолемея. На думку історика Йоганна Дройзена, захопленням Келесирії Птолемей хоч і збільшив свої володіння, поставив себе в опозицію до центральної влади македонської держави. В одному з фрагментів Аппіан пише, що Келесирію у Лаомедона відібрав Антигон. З точки зору сучасних істориків дане твердження Аппіана являє собою явну помилку.
Згодом Лаомедону вдалося втекти, після чого він приєднався до брата Пердікки Алкети. Можливо, Лаомедон брав участь у подальших боях прихильників Пердікки з військами Антигона Одноокого, в тому числі в битві при Критополі, але його ім'я в історичних джерелах більше не згадується.
Імовірно у Лаомедона був щонайменше один син, якого назвали на честь діда Ларихом. Він став воєначальником на службі у Селевкідів.
У середньовічному «Романі про Александра» Лаомедон згаданий як учасник змагання з бігу на Олімпійських іграх, а також довіреної особи Александра під час походу на Рим. Також, за однією з версій, Лаомедон зображений на Сидонському саркофазі.

## Амфіполітанський лев
У 1910-х роках в районі античного Амфіполя була виявлена величезна статуя лева. Вона могла бути або надгробним, або військовим пам'ятником. Також не виключено, що статую перевезли в Амфіполь звідкись з Персії. Згідно з однією з версій, монумент був подарунком Лаомедона своєму місту в ознаменування якоїсь з перемог і своєї ролі в походах Александра.

### Дослідження
- Дройзен И. Г. История эллинизма. — Ростов-на-Дону : Феникс, 1995. — Т. 2. — 544 с. — ISBN 5-85880-079-3.
- Шахермайр Ф.[en]. Александр Македонский. — Ростов-на-Дону : Феникс, 1997. — 576 с. — ISBN 5-85880-313-Х.
- Broneer O.[en]. The Lion Monument at Amphipolis. — Cambridge, Massachusetts : Harvard University Press, 1941.
- Bux E.[de]. Laomedon 7 // Paulys Realencyclopädie der classischen Altertumswissenschaft :  [нім.] / Georg Wissowa. — Stuttgart : J. B. Metzler'sche Verlagsbuchhandlung, 1924. — Bd. XII, Erste Hälfte (XII, 1). — Kol. 756—757.
- Frothingham A. L. Jr, Marquand A. Archæological News. — The American Journal of Archaeology and of the History of the Fine Arts[en]. — 1896. — Vol. 11, № 2. — P. 205—316. — doi:10.2307/496554.
- Heckel W[en]. Who's Who in the Age of Alexander the Great: Prosopography of Alexander's Empire. — Malden; Oxford; Carlton : Blackwell Publishing, 2006. — ISBN 1-4051-1210-7.
- Heckel W. Alexander's Marshals. A study of the Makedonian aristocracy and the politics of military leadership. — 2nd. — London; New York : Routledge, 2016. — ISBN 978-1-138-93469-6.
- Stähelin F.[de]. Laomedon 6 // Paulys Realencyclopädie der classischen Altertumswissenschaft :  [нім.] / Georg Wissowa. — Stuttgart : J. B. Metzler'sche Verlagsbuchhandlung, 1924. — Bd. XII, Erste Hälfte (XII, 1). — Kol. 755—756.
- Wheatley P. Ptolemy Soter's Annexation of Syria 320 B. C. — The Classical Quarterly, New Series. — 1995. — Vol. 45, № 2. — P. 433—440. — ISSN 0009-8388.